# Uroš Predić
Uroš Predić (Orlovat, 7 dicembre 1857 – Belgrado, 11 febbraio 1953) è stato un pittore serbo. È, assieme a Paja Jovanović, uno dei più importanti pittori realisti serbi.

## Biografia

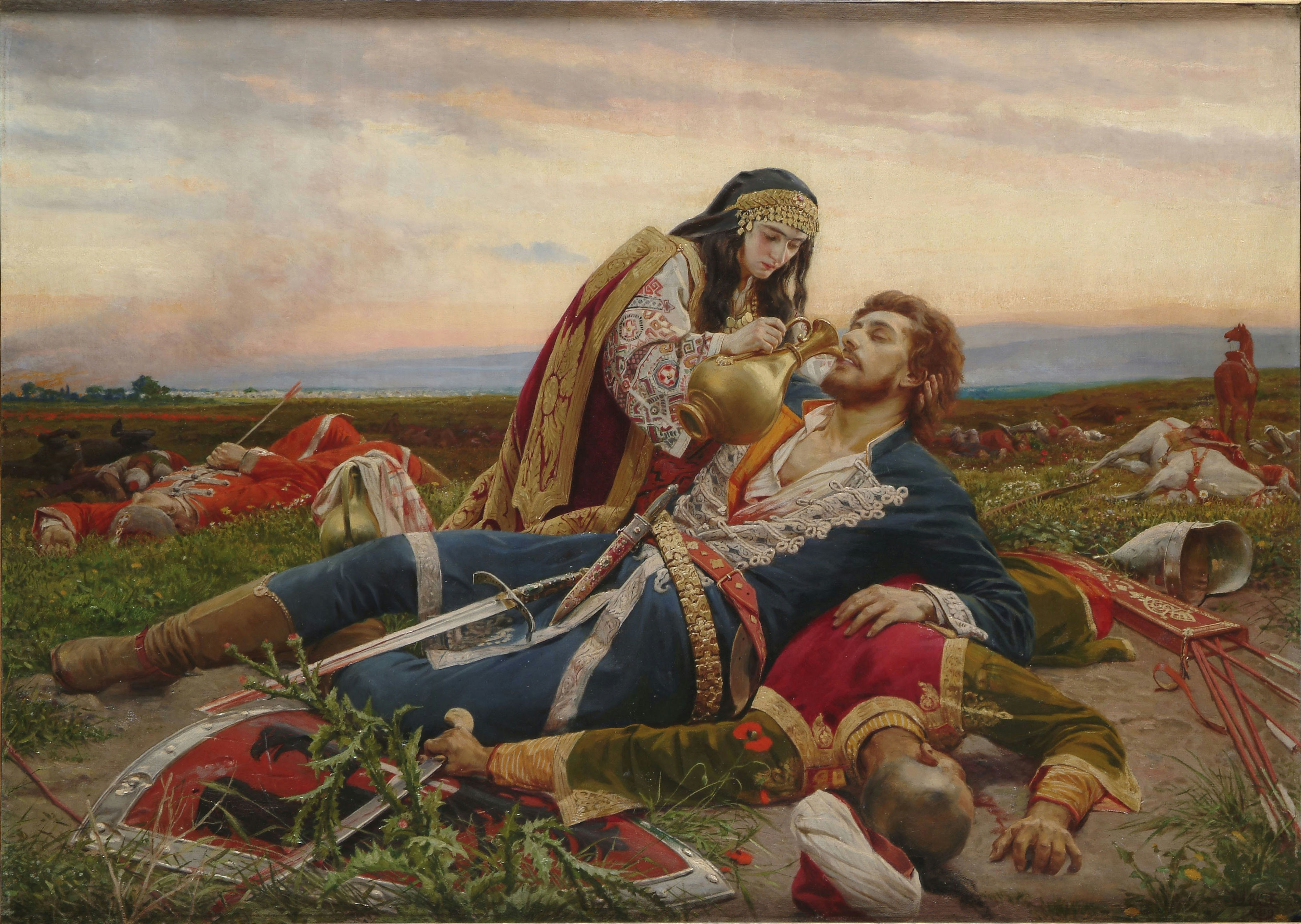
Uno dei dipinti più famosi di Predić, Kosovska devojka ("fanciulla del Kosovo"), 1919

Predić nacque ad Orlovat, un villaggio presso la cittadina di Zrenjanin, da Marija e Petar Predić; la sua famiglia dava molta importanza all'educazione e suo padre, un prete ortodosso, era molto interessato all'arte. Predić frequentò la scuola dapprima ad Orlovat, e quindi scuole tedesche a Crepaja e Pančevo, dove imparò anche a disegnare.
Fin da piccolo Predić decise che avrebbe fatto il pittore, tanto che a suo padre, il quale gli domandò cos'avrebbe fatto quando sarebbe stato troppo vecchio e avrebbe perso la vista e la fermezza di mano, rispose: "Nulla, allora non vorrò più vivere".
Nel 1876 Predić si iscrisse all'Accademia di belle arti di Vienna, ricevendo una borsa di studio dalla Matica srpska nel 1877 e il "premio Gundel" dell'Accademia due anni dopo. Nel 1882 entrò nell'atelier di Christian Griepenkerl, uno specialista nel disegno storico che era stato anche suo professore negli ultimi anni di studio; fece pratica anche con Hans Canon e Karl Rahl.

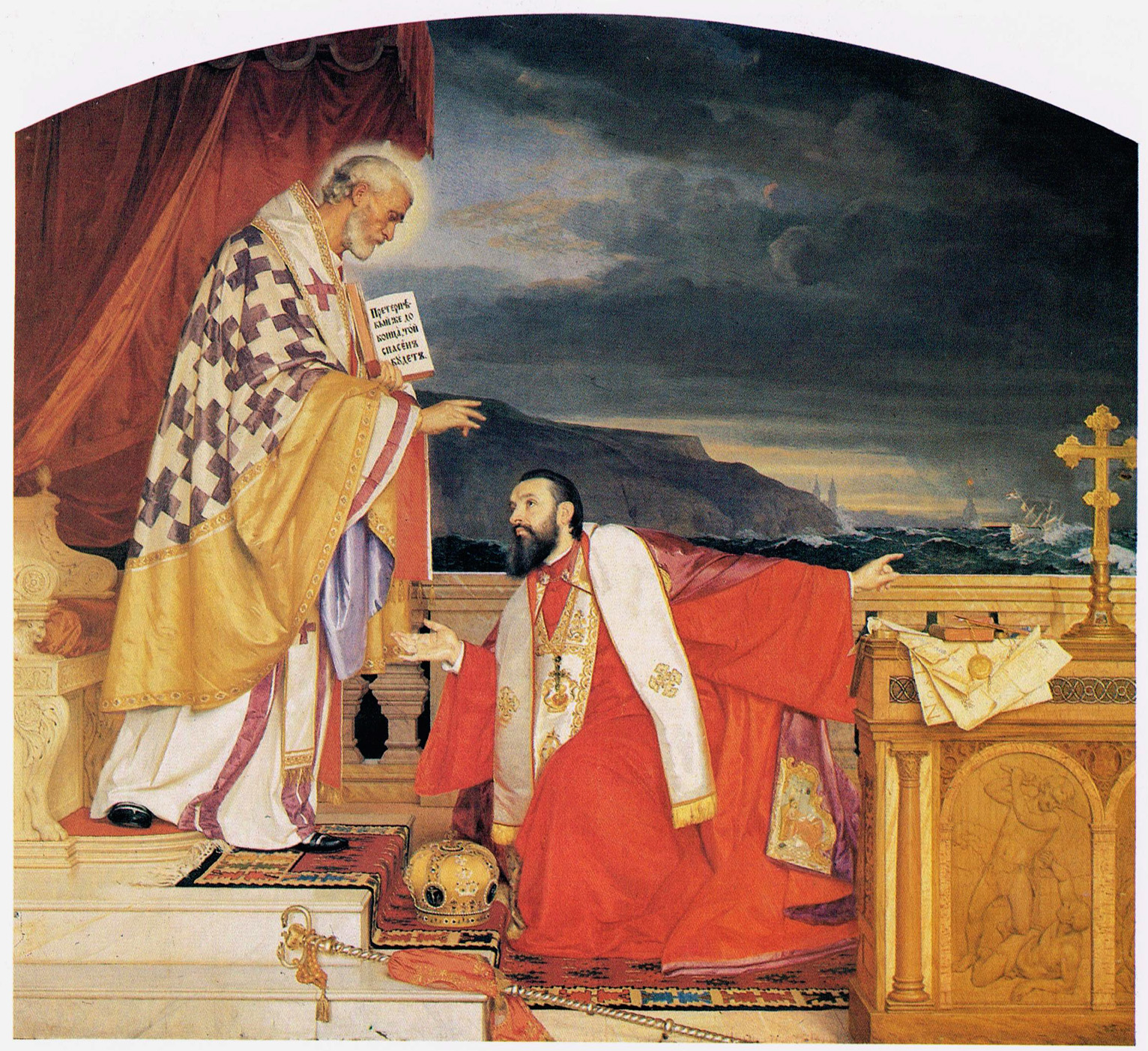
San Nicola e il patriarca Luciano, 1903

Lasciato l'atelier qualche tempo dopo, ritornò in patria dove i soggetti dei suoi quadri, generalmente ritraenti persone ordinarie o scene di vita rurale, gli valsero molta celebrità. Il successo delle sue opere all'esposizione internazionale di Belgrado del 1888 e, poi, all'esposizione universale di Parigi del 1889 gli procurarono inoltre commissioni per la nuova chiesa monumentale di Bečej - un compito che tuttavia gradiva poco, dovendo parzialmente deviare dal suo stile pittorico per adattarsi (comunque non del tutto) ai canoni della Chiesa ortodossa

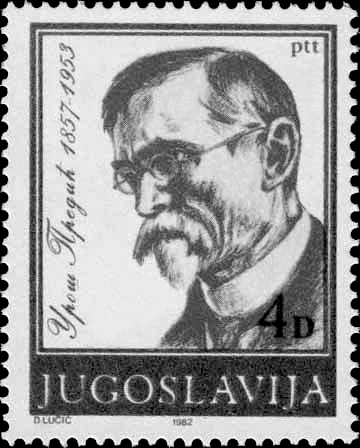
Un autoritratto di Uroš Predić in un francobollo commemorativo serbo

Completato il lavoro per la chiesa di Bečej, quindi, Predić decise di non accettare più commissioni religiose, una scelta che fu costretto a ribaltare dopo la morte di suo fratello, accettando la commissione di un'altra chiesa per mantenerne la famiglia, e ad oggi è uno dei più prolifici iconografi serbi, oltre ad aver prodotto anche una gran quantità di ritratti, anche di personaggi celebri. 
Nel 1894 si trasferì di nuovo ad Orlovat, dove visse con sua madre per quindici anni. Nel 1952, a seguito della rottura dell'osso iliaco, la sua salute peggiorò rapidamente, portandolo alla morte l'anno seguente, l'11 febbraio 1953, all'età di 95 anni.